# 알렉산더 람프스도르프
알렉산더 제바스티안 레온체 폰 데어 벵게 람스도르프 백작(독일어: Alexander Graf Lambsdorff, 1966년 11월 5일 ~ )는 독일 쾰른 출신의 정치인이며, 현 유럽 의회 마르틴 슐츠 내각의 부의장이다.
람프스도르프 부의장은 2015년 10월 북한 인권의 참상을 알리는 본 자유포럼에 참여하였다. 이곳에서 부의장은 "탈북민들이 영국에 많이 거주하면서 북한인권 개선 활동을 하는 사실을 처음 알게 됐다"며 "앞으로 유럽연합(EU) 차원의 대북 문제 접근 시 인권 개선을 전제조건으로 하는 기조를 계속 유지해 나갈 필요가 있다"고 말하였다.